# Василія Сивч
Василія Сивч (хресне ім'я Вероніка, прізвище також Сівч; 21 лютого 1894, Руський Крстур — 14 грудня 1969, Осієк, Хорватія — українська монахиня василіянка, настоятелька монастирів у Галичині, учителька, провінційна настоятелька Європейської провінції сестер василіянок (1951—1954), Головна дорадниця Чину сестер святого Василія Великого в Римі (1954—1967).

## Життєпис
Вероніка Сивч народилася 21 лютого 1894 року в Руському Крстурі, Бачка, тепер Сербія, в сім'ї українців греко-католиків Василя Сивча і його дружини Єлени з дому Семан. У 1909 році зі своєю рідною сестрою Анною (згодом у монашестві Амвросія) приїхала до Яворова, де вступила до учительської семінарії при монастирі сестер василіянок. Після двох років навчання 5 серпня 1912 року Вероніка вступила до монастиря, а 8 лютого 1913 року на облечинах отримала монаше ім'я Василія. Перші обіти склала 28 лютого 1914 року і продовжила навчання в учительській семінарії при Яворівському монастирі. Вічні обіти склала 5 серпня 1917 року.
У 1920—1929 роках була настоятелькою філіального дому в Перемишлі, керівничкою інтернату і префектою. У 1923 році як настоятелька брала участь у загальній капітулі сестер василіянок у Яворові. З 1929 до 1936 року — настоятелька в Дрогобичі, дорадниця ігумені яворівського монастиря і вчителька. У 1936—1939 роках була настоятелькою у Висоцькому Нижньому, а в 1939 році переведена на настоятельку до Перемишля, де прийняла ті ж самі обов'язки, що й раніше — настоятельки дому, керівнички інтернату і префекти. Під час Другої світової війни перебувала в Перемишлі. Про свої поневіряння особливо повоєнного періоду і приходу до влади польських комуністів написала у спогадах «Останні дні українського Перемишля: 1944—1947».
У 1947 році після закриття монастиря комуністичною владою м. Василія Сивч залишила Перемишль і виїхала до Пряшева (Чехословаччина), звідки в 1949 році приїхала до Югославії. З 1949 до 1951 року була ігуменею сестер василянок в Югославії, а з 1951 до 1954 року — протоігуменею Європейської провінції сестер василіянок з центром в Осієку, потім на першій Генеральній капітулі була обрана другою Головною дорадницею, а на другій Генеральній капітулі 1963 року — третьою Головною дорадницею. Своєї другої каденції в Римі не відбула до кінця, бо в 1967 році за станом здоров'я змушена була покинути Рим і повернутися до Югославії.
Померла 14 грудня 1969 року в Осієку.